# 西普鲁士
西普鲁士省（德語：Provinz Westpreußen）是1773－1824年及1878－1918年间普鲁士的一个省分。1918年后，该省的中部成为了波兰走廊和但泽自由市，而其余仍是魏玛共和国的领土则成为了波森-西普鲁士和位于东普鲁士的西普鲁士地区。
除了这两段时间西普鲁士作为一个省分存在之外，「西普鲁士」一词在13世纪开始，至1945年亦是中欧历史地区的名称，历史上这地区是普鲁士人居住的地方，之后的多个世纪德国人、斯洛温人、卡舒比人、雨格诺派教徒、波兰人、门诺派教徒、苏格兰人等相继迁入。

## 历史
在十三年战争（1454-1466年）之中，波美拉尼亚和普鲁士地区的城镇反抗条顿骑士团國，并寻求波兰国王卡齐米日四世的协助。在1466年签订的托伦条约之中，波美拉尼亚和西普鲁士地区成为了波兰的省分皇家普鲁士，获得了数个特权，特别是在但泽市。1569年皇家普鲁士成为了波兰立陶宛联邦的一部分，保留了普鲁士人的自治政府。另一方面，在托伦条约中降为波兰附庸的条顿骑士团仍然拥有东普鲁士。条顿骑士团國1525年升格为普鲁士公国，1660年波兰丧失了对此地的宗主权。
1772年大部分的王室普鲁士地区在第一次瓜分波兰之中合并到普鲁士之内，次年成为了普鲁士的西普鲁士省，例外的是并入东普鲁士省的厄姆兰地区。1793年第二次瓜分波兰之中，但泽这个汉萨城市已经不能靠本身的财富而存活，所以但泽与另一个汉萨城市托伦一同加入普鲁士的西普鲁士。大波兰的一些地区1772年合并到普鲁士，南普鲁士地区1793年亦合并到西普鲁士。
1806年拿破仑战争时期，西普鲁士的南部地区被划分到华沙公国之内。1824年至1878年间西普鲁士和东普鲁士合并到普鲁士省，之后重新分开。西普鲁士1871年成为德意志帝国的一部分。
1919年凡尔赛条约签订后，大部分的西普鲁士地区被割让予波兰第二共和国，该省西部和东部小量地区仍属魏玛共和国。剩余的西部地区1922年组成了波森-西普鲁士省（1933年后成为了但泽-西普鲁士帝国大区和波美拉尼亚大区），东部地区则成为东普鲁士的西普鲁士地区。
1945年的第二次世界大战的波茨坦会议中，决定将所有前西普鲁士的领土都划分波兰管治。这些地区的德国人口都被驱逐到东德，然后让波兰人迁入。1949年，这些难民建立了非牟利的西普魯士故土協會。

## 历史人口
|          | 居民        | 非德裔市民 |
| -------- | ----------- | ---------- |
| 西普鲁士 | 1,433,681人 | 1,976人    |

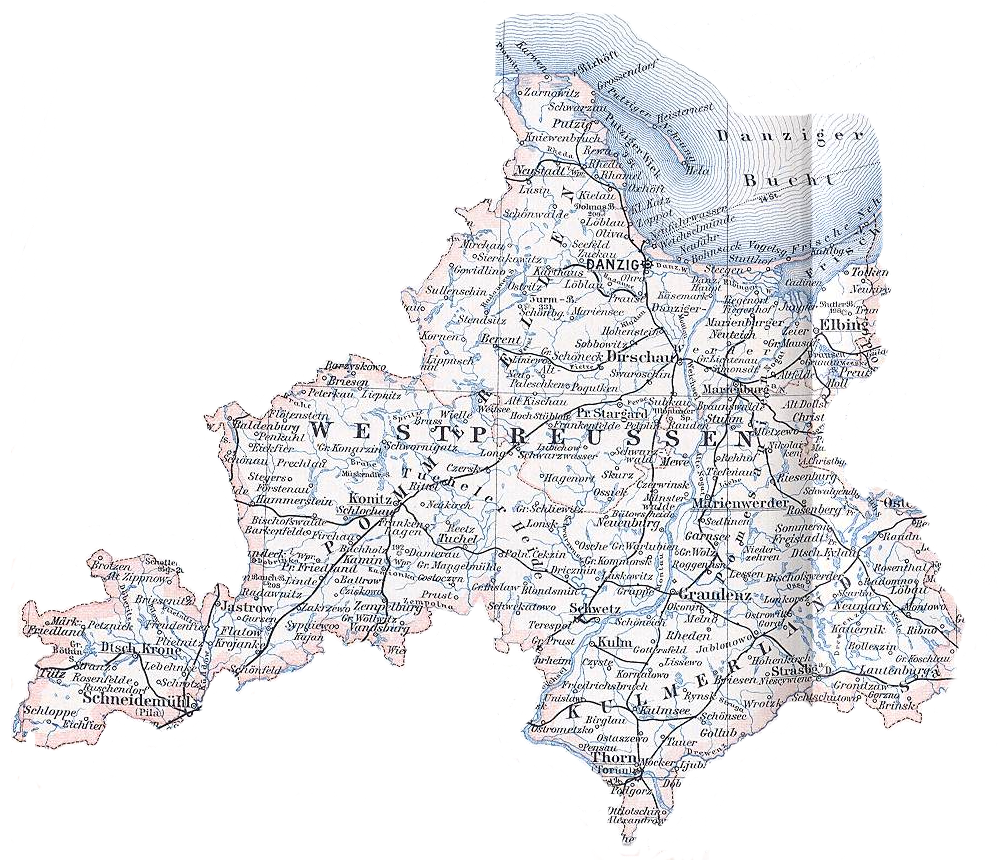
1896年的西普鲁士，及但泽湾的地图

由1885年至1890年，西普鲁士的人口上升了1%。
- 1875年 - 1,343,057人
- 1880年 - 1,405,898人
- 1890年 - 1,433,681人（717,532名天主教徒、681,195名新教徒、21,750名犹太人或其它教徒）
- 1900年 - 1,563,658人（800,395名天主教徒、730,685名新教徒、18,226名犹太人或其它教徒）